# The Best Man Wins (film 1909)
The Best Man Wins è un cortometraggio muto del 1909 scritto, prodotto, interpretato e diretto da Gilbert M. 'Broncho Billy' Anderson.

## Produzione
Il film fu prodotto dalla Essanay Film Manufacturing Company. Venne girato in Colorado, a Golden e a Morrison.

## Distribuzione
Distribuito dall'Essanay Film Manufacturing Company, il film - un cortometraggio lungo 266,7 metri - uscì nelle sale cinematografiche USA 20 novembre 1909.